# Eustache Marron

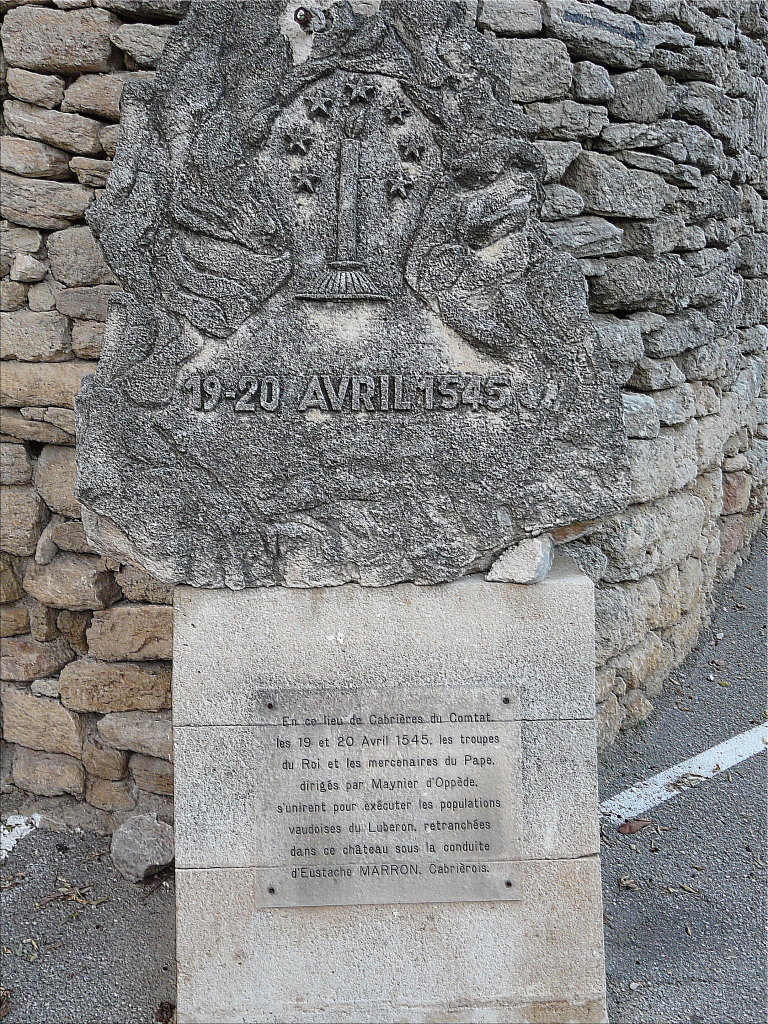
Monumento en memoria de Estauche Marron que dice:Este es Leu de Cabrières du Comtat los días 19 y 20 de abril de 1545, las tropas del rey y los mercenarios del Papa liderados por Maynier Oppède, se unieron para expulsar a las poblaciones vaudois del Luberon, atrincheradas en este castillo bajo el liderazgo de Eustache MARRON Cabrièrels.

Eustache Marron fue uno de los líderes de la resistencia Valdense y de sus  mártires, cuando ocurrió la masacre de Mérindol, en el siglo XVI en  el Luberon.

## Biografía
Eustache Marron se describe como "emprendedor y sanguinario" por sus críticos, que así lo consideren "siempre listo para desviar a los Valdenses de la moderación que habían seguido y aconsejarles la resistencia armada" 
. 
Vivió en Cabrières, la actual Cabrières-d'Avignon), pueblo que será destruido el 19 de abril de 1545, así como otros 23 pueblos del Luberon Vaudois masacrados por el ejército del Barón Jean Maynier Oppède.
En 1532, los soldados del papa secuestraron niñas Valdense cerca de Cabrières-du-Comtat. Sus padres intentaron liberarlas por medio de las armas, pero ellos mismos fueron capturados y encarcelados. 
Eustache Marron, con pocos hombres que consiguió reunir los liberaron. 
En 1535, a la cabeza de cincuenta hombres, "mató a Antoine Bermond, Sieur d'Agoult, y Nicolas Lautier, de Apt, cuando los sorprendió responsables de la misión para detener en Roussillon, una serie de Valdenses ".
Eustache Marron se hizo conocido en París. 
En 1544, fue un sacerdote apóstata de Ménerbes y acusado de saquear la Abadía de Sénanque y de incendiarla a su retirada.
Los días 19 y 20 de abril de 1545, los valdenses de Luberon se atrincheraron en el castillo de la aldea, bajo su dirección, pero fueron rodeados. Eustache Marron es llevado a Aviñón para ser ejecutado "para servir de ejemplo". 
Se dio su nombre al "Chemin Eustache Marron" en Cabrières-d'Avignon.